# Tim Don
Timothy Philip Don (Hounslow, 14 gennaio 1978) è un triatleta britannico.

## Carriera
Ha vinto nel 2006 i campionati del mondo di triathlon di Losanna. Nel 2005 si è laureato campione del mondo di aquathlon a Gamagōri. Ha, inoltre, vinto i mondiali di duathlon di Alpharetta nel 2002.

## Titoli
- Campione del mondo di triathlon (Élite) - 2006
- Campione del mondo di aquathlon (Élite) - 2005
- Campione del mondo di duathlon (Élite) - 2002
- Campione del mondo di triathlon (Junior) - 1998